# تراز قطبی
تراز قطبی (انگلیسی: Polar alignment)
تراز قطبی به عمل تنظیم محور چرخشی پایه استوایی تلسکوپ یا شاخص ساعت آفتابی با یک قطب سماوی گفته می‌شود، به طوری که با محور زمین موازی شود.
روش مورد استفاده بسته به اینکه تراز در روز انجام می‌شود یا شب متفاوت است. علاوه بر این، روش در صورتی که تراز در نیم‌کره شمالی یا نیم‌کره جنوبی انجام شود، متفاوت است. هدف همراستاسازی یا همان تراز نیز باید در نظر گرفته شود؛ به عنوان مثال، مقدار دقت در عکاسی نجومی بسیار مهم‌تر از رصد ستارگان معمولی است.

## هدف قرار دادن ستاره‌های قطبی
در نیم‌کره شمالی، مشاهده ستاره قطبی (جدی یا ستاره شمالی) روش معمول برای تراز کردن محور قطبی پایه تلسکوپ به موازات محور زمین است. ستاره قطبی تقریباً سه چهارم درجه از قطب شمال سماوی فاصله دارد و با چشم غیرمسلح به راحتی قابل مشاهده است.
در نیمکره جنوبی می‌توان ستاره سیگما هشتک (که گاهی ستاره جنوبی نامیده می‌شود) را برای انجام تراز قطبی مشاهده کرد. با قدر +۵٫۶، یافتن آن در آسمان برای ناظران بی‌تجربه دشوار است. میل آن -۸۸° ۵۷′ ۲۳″ آن را ۱° ۲′ ۳۷″ از قطب جنوب سماوی قرار می‌دهد. یک ستاره حتی نزدیکتر BQ Octantis با قدر +۶٫۹ از سال ۲۰۱۶ تا ۱۰' از قطب جنوب فاصله دارد. اگرچه با چشم غیرمسلح قابل مشاهده نیست، اما در بیشتر 'قطب‌نماها' به راحتی قابل مشاهده است. (در سال ۲۰۲۷ نزدیکترین فاصله خود را به قطب جنوب، یعنی ۹'، خواهد داشت)

## روش تراز تقریبی

موقعیت سیگما هشتک در آسمان جنوبی، با خطوط چین به عنوان راهنما برای مکان تقریبی.

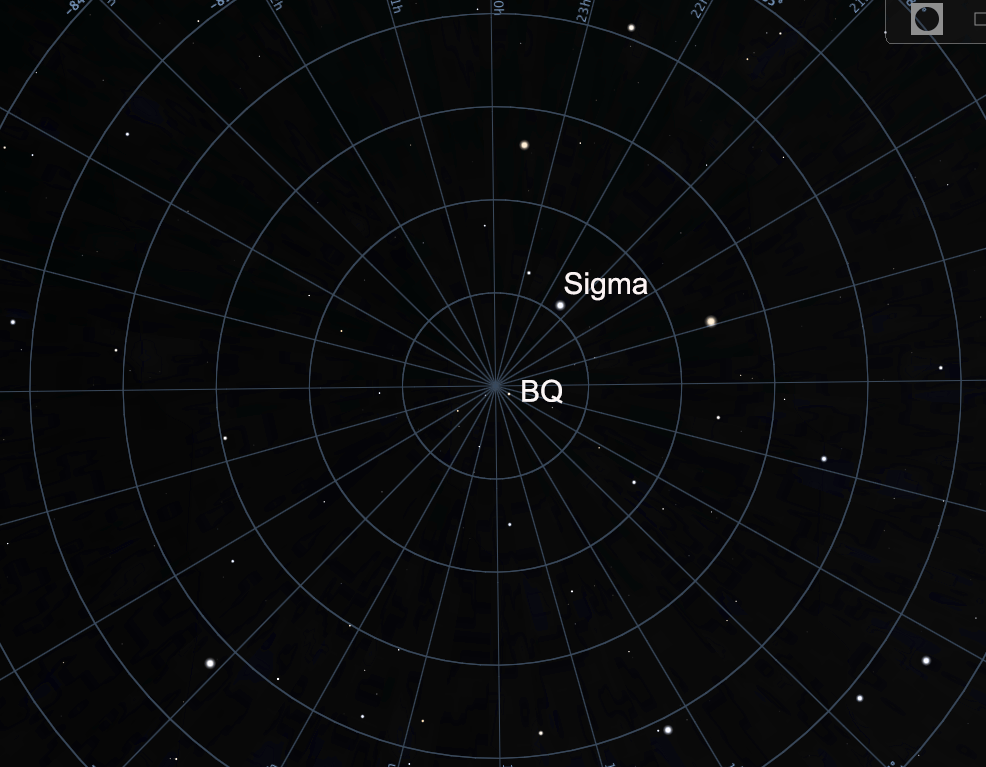
قطب جنوب سماوی در حدود سال ۲۰۱۶ و ستارگان درخشان اطراف آن. بعد در ۰h بالا است.

در نیم‌کره شمالی، تراز تقریبی را می‌توان با تراز بصری محور پایه تلسکوپ با ستاره قطبی انجام داد. در نیم‌کره جنوبی یا مکان‌هایی که ستاره قطبی قابل مشاهده نیست، می‌توان با اطمینان از تراز بودن پایه، تنظیم نشانگر تنظیم عرض جغرافیایی برای مطابقت با عرض جغرافیایی ناظر و تراز کردن محور پایه با جنوب یا شمال واقعی با استفاده از قطب‌نما، یک تراز تقریبی انجام داد. (این کار مستلزم در نظر گرفتن میل مغناطیسی محلی است). این روش گاهی اوقات می‌تواند برای رصد عمومی از طریق عدسی چشمی یا برای عکاسی نجومی با زاویه بسیار باز با دوربین نصب شده بر روی سه‌پایه کافی باشد. این روش اغلب با یک تلسکوپ استقرار استوایی به عنوان نقطه شروعی در اخترشناسی آماتوری استفاده می‌شود.
روش‌هایی برای بهبود دقت این روش وجود دارد. به عنوان مثال، به جای خواندن مستقیم مقیاس عرض جغرافیایی، می‌توان از یک شیب‌سنج دقیق کالیبره شده برای اندازه‌گیری ارتفاع محور قطبی پایه استفاده کرد. اگر از دایره‌های تنظیم پایه برای یافتن یک جسم روشن با مختصات شناخته شده استفاده شود، جسم باید فقط از نظر سمت با هم مطابقت نداشته باشد، به طوری که مرکز کردن جسم با تنظیم سمت پایه باید فرایند تراز قطبی را کامل کند. به‌طور معمول، این دقت کافی را برای ردیابی (یعنی موتوردار) تصاویر تله فوتو از آسمان فراهم می‌کند.
برای تصویربرداری نجومی از طریق لنز یا تلسکوپ با بزرگنمایی قابل توجه، یک روش تراز دقیق‌تر برای اصلاح تراز خشن، با استفاده از یکی از رویکردهای زیر ضروری است.

## روش قطب‌نما
ترازی که برای مشاهده بصری و عکاسی نجومی با نوردهی کوتاه (تا چند دقیقه) مناسب است را می‌توان با یک قطب‌نما به دست آورد. این یک تلسکوپ کم بزرگنمایی است که هم محور با پایه نصب شده است (و برای به حداکثر رساندن دقت این تراز تنظیم شده است). از یک شبکه مخصوص برای تراز کردن پایه با ستاره قطبی (یا گروهی از ستارگان نزدیک به منطقه قطبی) در نیمکره جنوبی استفاده می‌شود. در حالی که قطب‌نماهای اولیه نیاز به تنظیم دقیق پایه برای مطابقت با زمان سال و روز داشتند، این فرایند را می‌توان با استفاده از برنامه‌های رایانه‌ای که موقعیت صحیح شبکه را محاسبه می‌کنند، ساده کرد. یک شبکه جدید در نیمکره شمالی از یک سبک «صفحه ساعت» با ۷۲ تقسیم (به نمایندگی از فواصل ۲۰ دقیقه‌ای) و دایره‌ها برای جبران رانش ستاره قطبی در حدود سی سال استفاده می‌کند. استفاده از این شبکه می‌تواند امکان تراز کردن را در عرض یک دقیقه یا دو قوس فراهم کند.

## روش تراز رانش
تراز رانش روشی برای اصلاح تراز قطبی پس از انجام یک تراز تقریبی است. این روش بر اساس تلاش برای ردیابی ستارگان در آسمان با استفاده از درایو ساعت است. هر گونه خطا در تراز قطبی به صورت رانش ستارگان در عدسی چشمی/حسگر نمایان می‌شود. سپس تنظیماتی برای کاهش رانش انجام می‌شود و این فرایند تا زمانی که ردیابی رضایت بخش باشد تکرار می‌شود. برای تنظیم ارتفاع محور قطبی، می‌توان سعی کرد یک ستاره را در شرق یا غرب پایین ردیابی کرد. برای تنظیم سمت، معمولاً سعی می‌شود ستاره‌ای را که نزدیک به نصف‌النهار است، با میل حدود ۲۰ درجه از خط استوا، در نیمکره مقابل محل رصد ردیابی کند.

## حل اخترسنجی (صفحه)
برای تلسکوپ‌های ترکیب شده با یک دوربین تصویربرداری متصل به رایانه، می‌توان به تراز قطبی بسیار دقیق (در عرض ۰٫۱ دقیقه قوسی) دست یافت. ابتدا یک تراز تقریبی اولیه با استفاده از قطب‌نما انجام می‌شود. سپس می‌توان یک تصویر را ثبت کرد و از یک پایگاه داده ستاره‌ای برای شناسایی میدان دید دقیق هنگام هدف قرار دادن ستارگان نزدیک به قطب استفاده کرد. سپس تلسکوپ نود درجه حول محور صعود راست خود می‌چرخد و یک «حل صفحه» جدید انجام می‌شود. خطای نقطه ای که تصاویر به دور آن می‌چرخند در مقایسه با قطب واقعی به‌طور خودکار محاسبه می‌شود و اپراتور می‌تواند دستورالعمل‌های ساده‌ای برای تنظیم پایه برای تراز قطبی دقیق‌تر دریافت کند.

## تراز قطبی ریاضی، دو ستاره
خطای قطبی در ارتفاع و سمت را می‌توان با اشاره تلسکوپ به دو ستاره یا گرفتن دو حل آسترومتر از دو موقعیت و خطای اندازه‌گیری شده در صعود و انحراف راست محاسبه کرد. از تفاوت بین صعود و انحراف راست رمزگذار تلسکوپ و موقعیت ستاره دوم، می‌توان خطای ارتفاع و سمت تراز قطبی را محاسبه کرد. فرمول‌های اساسی به شرح زیر است:
{\displaystyle {\displaystyle \Delta \alpha =\Delta e\cdot \tan {(\delta )}\cdot \sin(h)+\Delta a\cdot \left(\sin(\Phi )-\cos(\Phi )\cdot \tan(\delta )\cdot \cos(h)\right)}}{\displaystyle \Delta \delta =\Delta e\cdot \cos(h)+\Delta a\cdot \cos(\Phi )\cdot \sin(h)}
که در آن:
{\displaystyle \alpha } صعود راست است
{\displaystyle \delta } میل است
{\displaystyle \Phi } عرض جغرافیایی مکان است
{\displaystyle h} زاویه ساعت نقطه مرجع برابر است (𝛼 - زمان جانبی محلی)
{\displaystyle \Delta \alpha } خطا در صعود راست است
{\displaystyle \Delta \delta } خطا در میل (انحراف) است
{\displaystyle \Delta e} خطای قطبی در ارتفاع است
{\displaystyle \Delta a} خطای قطبی در سمت است
اگر فرمول بالا در نماد ماتریس نوشته شود، می‌توان معکوس را محاسبه کرد؛ بنابراین خطای قطبی بیان شده در Δe و Δa را می‌توان از Δα و Δδ بین رمزگذار تلسکوپ و ستاره مرجع دوم محاسبه کرد.

## تراز قطبی با اکسل

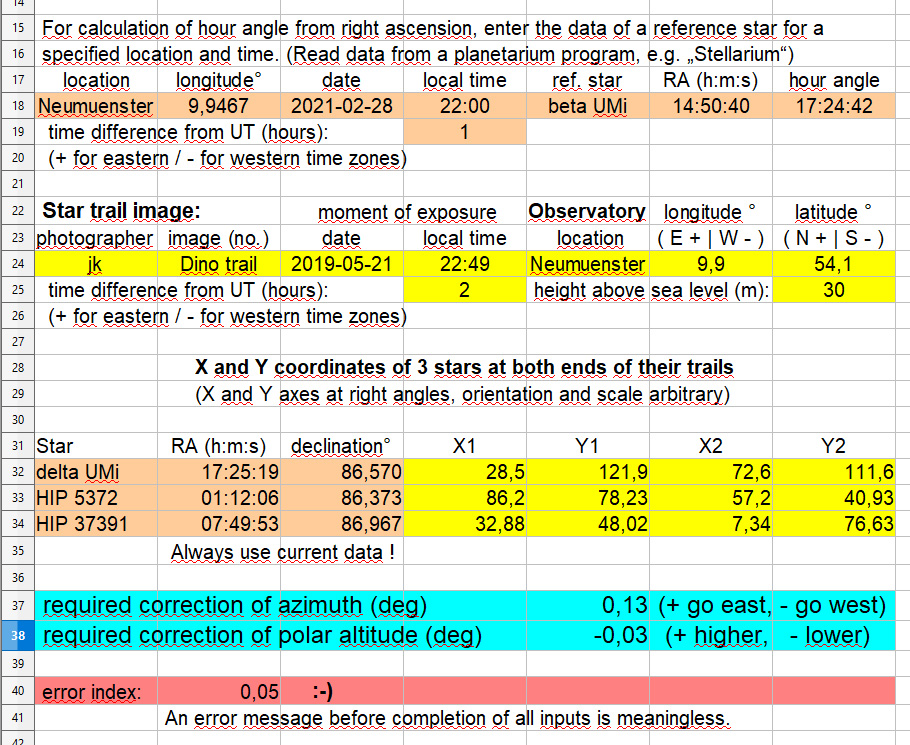
ناحیه تعاملی صفحه گسترده اکسل

تراز قطبی با اکسل روشی برای تراز کردن پایه‌های استوایی برای تلسکوپ‌های نجومی با استفاده از دوربین دیجیتال و رایانه است.

## عکاسی
یک دوربین دیجیتال با لنز استاندارد روی تلسکوپ نصب می‌شود و به سمت قطب سماوی نشانه می‌رود. نوردهی روی «B" (Bulb) تنظیم شده و در حین چرخش آهسته دوربین حول محور قطبی، تصویری گرفته می‌شود. این یک نوع تصویر رد ستاره‌ای ایجاد می‌کند. ابتدا و انتهای مسیر ستارگان باید به وضوح با چند ثانیه نوردهی ثابت مشخص شود. با توجه به چرخش، اطلاعات مربوط به جهت فعلی محور در تصویر پنهان است. متناوباً، می‌توان دو تصویر ثابت گرفت که با چرخش حول محور قطبی متفاوت هستند.
ارزیابی:
برای ارزیابی تصاویر، یک صفحه گسترده اکسل ویژه توسعه یافته است. برای سه ستاره، مختصات X-Y مستطیلی در هر دو انتهای مسیر آنها یا در هر دو تصویر ثابت اندازه‌گیری می‌شود. علاوه بر این، به بعد و میل کنونی ۳ ستاره، طول و عرض جغرافیایی رصدخانه و تاریخ و زمانی که تصاویر گرفته شده‌اند، نیاز داریم. سپس این صفحه گسترده اصلاحات لازم سمت و ارتفاع قطب را بر حسب درجه و در یک فیلد کمکی، تعداد دورهای مربوط به پیچ‌های تنظیم را نشان می‌دهد و در نتیجه امکان رویکرد مستقیم به تراز صحیح را فراهم می‌کند.
صفحه گسترده اکسل و دستورالعمل‌های دقیق استفاده از آن را می‌توانید به صورت رایگان از وب سایت رصدخانه vhs-observatory Neumuenster دانلود کنید.

## عدسی چشمی متقاطع
یک عدسی چشمی متقاطع یک عدسی معمولی است با این تفاوت که دارای یک خط متقاطع برای هدف‌گیری و اندازه‌گیری فاصله زاویه‌ای است. این در هر نوع تراز قطبی، اما به ویژه در رانش مفید است.

## قطب‌نمای اختصاصی
یک تلسکوپ کوچک معمولاً با یک شبکه اچ شده در محور چرخشی پایه قرار می‌گیرد.